# 森林鉄道 (大夕張営林署)

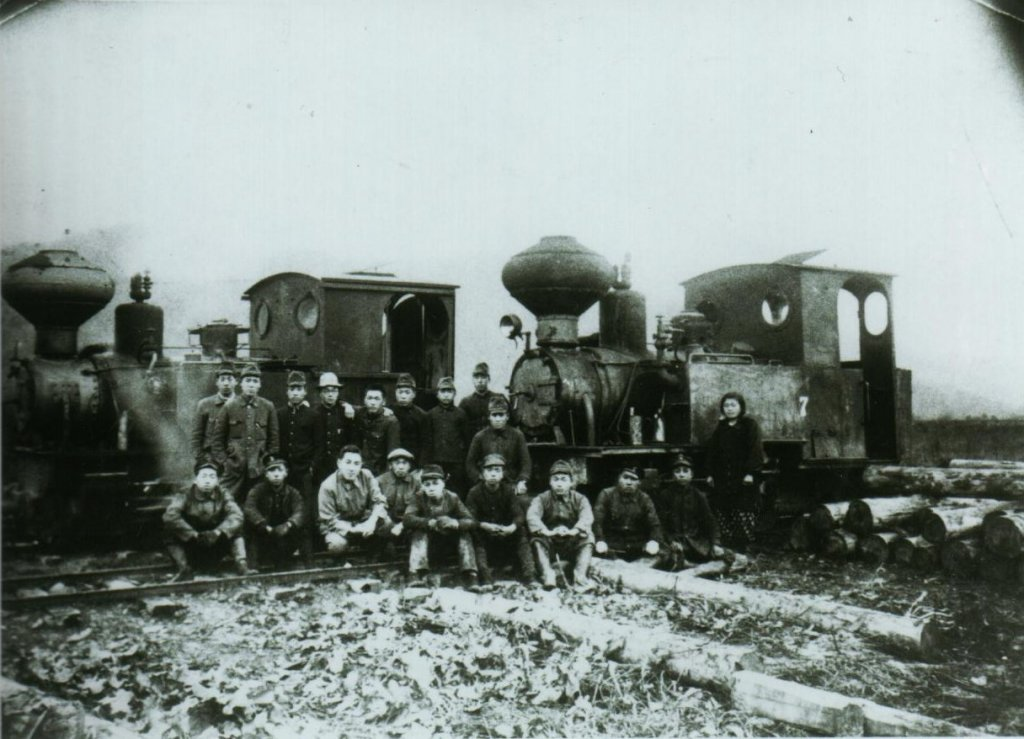
下夕張森林鉄道の蒸気機関車・南部貯木場（1953年頃）

夕張市内の森林鉄道は、森林経営の合理化を図るために北海道夕張市内の国有林を伐採し搬出することを目的に、大夕張営林署によって昭和初期に敷設された。

## 概要

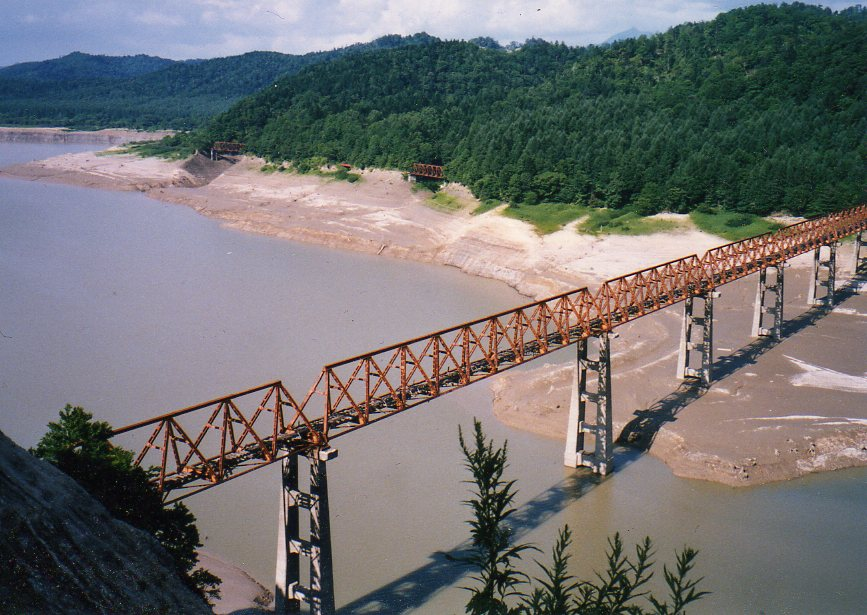
三弦橋/北海道夕張市

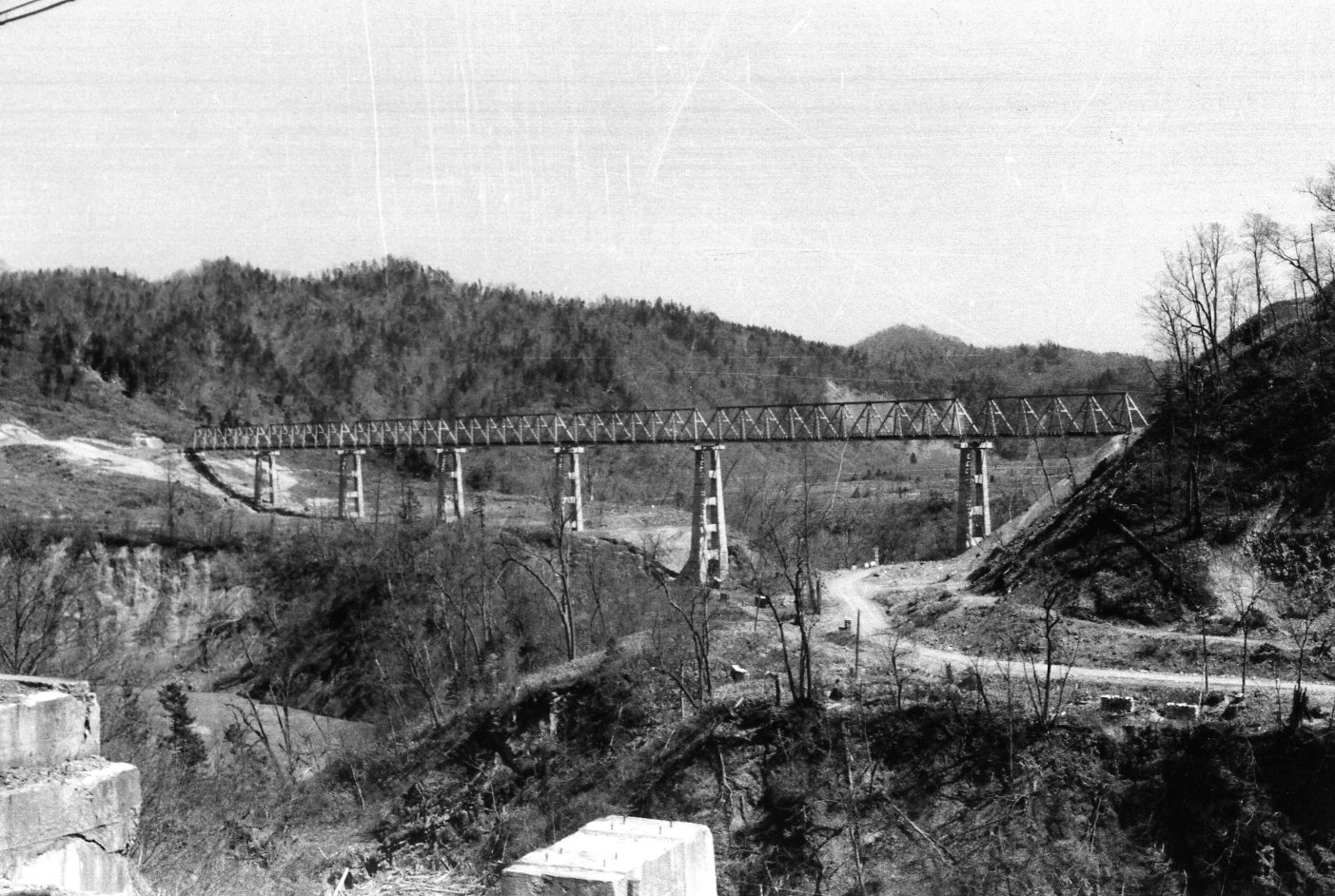
竣工時の三弦橋（1961年）

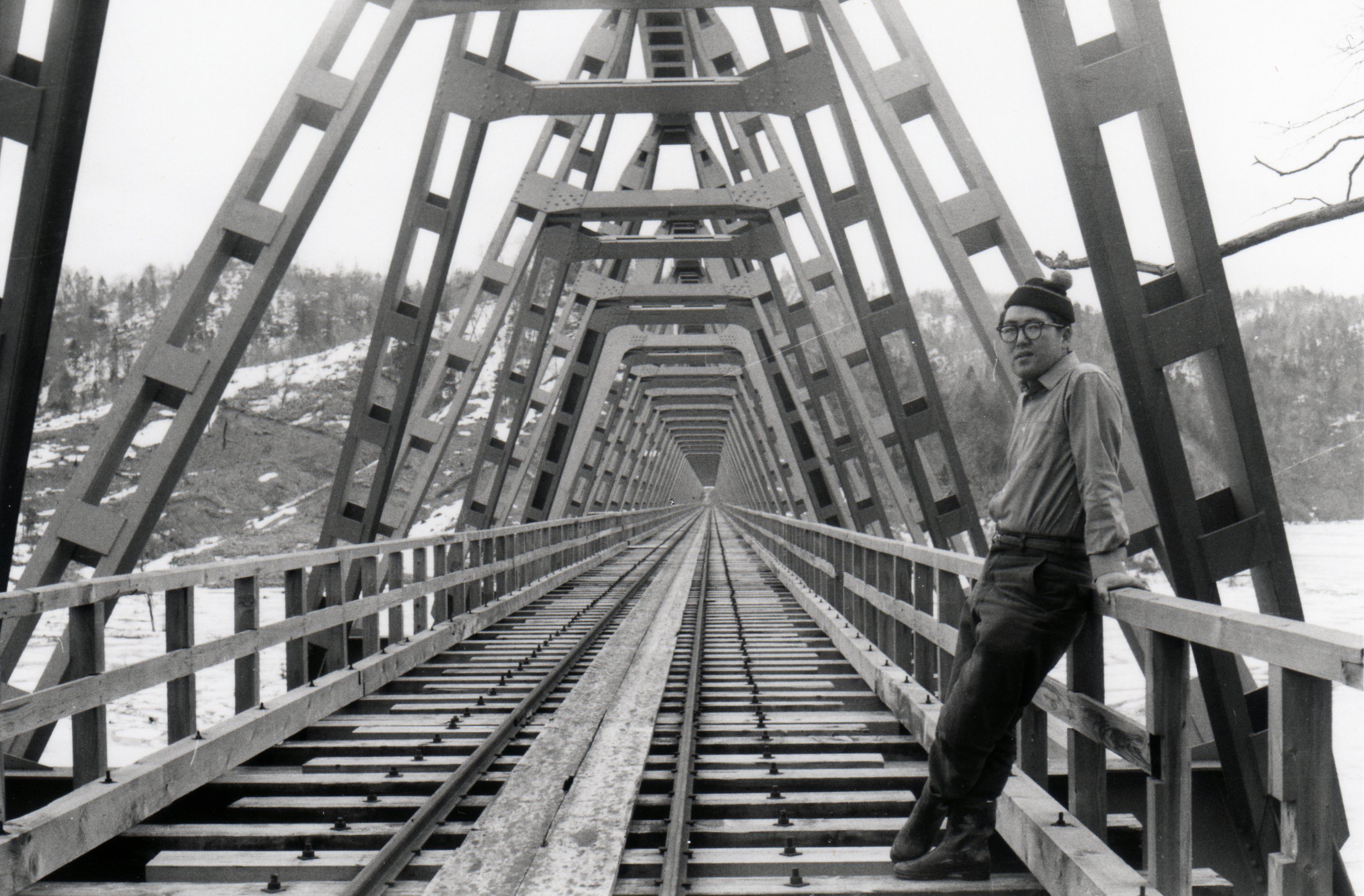
三弦橋（1962年）

夕張市東部の国有林を管轄する大夕張営林署（夕張営林署に統合。現在は空知森林管理署）管内には、夕張岳山麓の広大な山林からの伐木輸送ため、主夕張（しゅゆうばり）森林鉄道、下夕張森林鉄道が敷設された。
木材輸送だけでなく、営林事業に支障の無い限り夕張岳登山者の便乗も認められており、また麓の開拓農家の収穫物の輸送にも使用されたことがある。
昭和40年代初頭には自動車道に全て転換されたが、使用された車両の一部は札幌市厚別区の北海道開拓の村に保存されている。また、シューパロ湖を横断する第一号橋梁（通称・三弦橋）は特異な構造形式として土木史的にも貴重である。

## 路線データ
- 路線距離
  - 主夕張森林鉄道：15.4km
  - 下夕張森林鉄道：27.2km
  - 下夕張森林鉄道夕張岳線：16.3km
- 軌間：762mm
- 動力：蒸気・内燃

## 歴史
- 1934年（昭和9年）：主夕張森林鉄道 大夕張貯木場（通洞・後の大夕張炭山駅隣接） - 熊曳沢間 7.9km竣功。
- 1937年（昭和12年）：主夕張森林鉄道 熊曳沢 - 二股沢間 7.5km延長。
- 1945年（昭和20年）：下夕張森林鉄道 南部貯木場（南大夕張駅隣接） - 下夕張間 16.8km竣功。その後10.4km延長。
- 1946年（昭和21年）：下夕張森林鉄道夕張岳線　下夕張森林鉄道分起点 - 白金沢間 11.6km竣功。その後4.7km延長。
- 1958年（昭和33年）：大夕張ダム建設による補償工事として第一号橋梁（三弦橋）完成。
- 1961年（昭和36年）：主夕張森林鉄道撤去、自動車道転換完了。
- 1964年（昭和39年）：下夕張森林鉄道夕張岳線撤去、自動車道転換完了。
- 1966年（昭和41年）：下夕張森林鉄道撤去、自動車道転換完了。

## 駅一覧
- 主夕張森林鉄道
  - 夕張市鹿島（旧大夕張炭山駅隣接大夕張貯木場） - シューパロ川上流二股沢
- 下夕張森林鉄道
  - 夕張市南部（旧南大夕張駅隣接南部貯木場）-　パンケモユーパロ川上流
- 下夕張森林鉄道夕張岳線
  - 夕張市南部（下夕張森林鉄道分岐点）-　白金沢上流三股

## 車両

### ディーゼル機関車
No.9
野村組工作所製の5t級プリムス型ディーゼル機関車
No.27
酒井製作所製の10t級F4型ディーゼル機関車
| 下夕張森林鉄道で使用されたNo.9野村組工作所製5t級プリムス型ディーゼル機関車（北海道開拓の村/北海道札幌市） |  | 下夕張森林鉄道で使用されたNo.27酒井製作所製10t級F4型ディーゼル機関車（北海道開拓の村/北海道札幌市） |
| 下夕張森林鉄道で使用されたNo.9野村組工作所製5t級プリムス型ディーゼル機関車（北海道開拓の村/北海道札幌市） |  | 下夕張森林鉄道で使用されたNo.27酒井製作所製10t級F4型ディーゼル機関車（北海道開拓の村/北海道札幌市） |